# Chuyến hải trình của Janszoon 1605–06

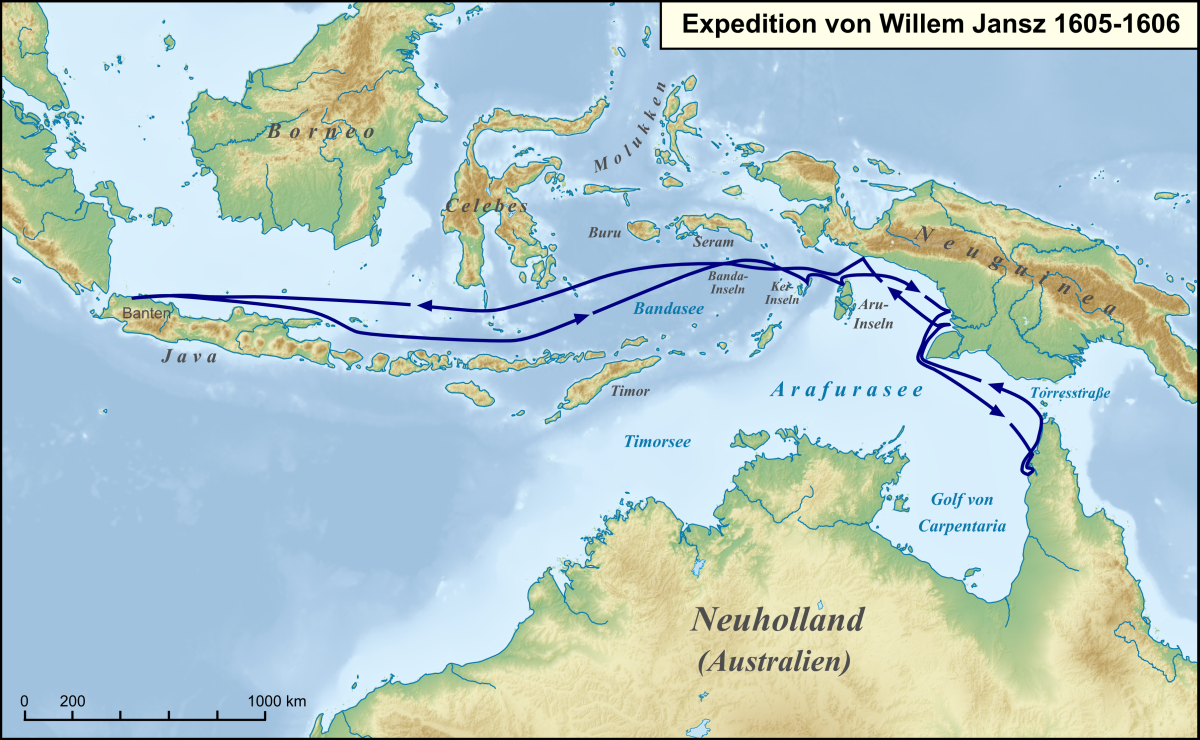
Bản đồ chuyến hải trình của Janszoon vào năm 1605–06

Willem Janszoon từng thực hiện cuộc đổ bộ đầu tiên của người châu Âu được ghi nhận đến lục địa Úc vào năm 1606, chuyến hải trình bằng thuyền của ông đã bắt đầu từ Bantam, đảo Java. Chiếc thuyền mang tên Duyfken. Đây là một thuyền thành viên của Công ty Đông Ấn Hà Lan (tiếng Hà Lan: Vereenigde Oostindische Compagnie, viết tắt là VOC), Janszoon đã được hướng dẫn khám phá bờ biển New Guinea để tìm kiếm cơ hội kinh tế ở khu vực này. Từ Hà Lan ông đến thuộc địa Đông Ấn Hà Lan vào năm 1598 và trở thành một công chức của VOC khi công ty này thành lập vào năm 1602.
Năm 1606, chuyến đi của ông bắt đầu từ Bantam tiến đến bờ biển phía nam New Guinea, sau đó tiếp tục di chuyển xuống một địa điểm mà ông nghĩ là phần mở rộng phía nam của bờ biển đó, nhưng thật ra đó là bờ biển phía tây của bán đảo Cape York thuộc bắc Queensland. Thuyền của ông tiếp tục đi về phía nam tới tận Cape Keerweer, tại đó ông đã có trận đánh nhau với thổ dân địa phương khiến một số người trong đoàn của ông bị giết. Do đó, Janszoon buộc phải quay lại tuyến đường đi đến Cape York và sau đó quay trở về Banda.
Janszoon đã không phát hiện ra sự tồn tại của eo biển Torres, eo biển ngăn cách Úc và New Guinea. Không hề biết đến chuyến đi này của người Hà Lan, nhà thám hiểm Tây Ban Nha (hoặc Bồ Đào Nha) làm việc cho vua Tây Ban Nha là Luis Váez de Torres đã có chuyến thám hiểm qua eo biển Torres chỉ bốn tháng sau đó. Tuy nhiên, Torres đã không báo cáo về việc ông nhìn thấy bờ biển của đất liền ở phía nam và do đó được cho là không nhìn thấy Úc. Vì cả hai chuyến thám hiểm riêng biệt của Janszoon và Torres đều không được chú ý và không được ghi nhận nên bản đồ Hà Lan lúc đó không cập nhật thêm eo biển, mãi cho đến năm 1770, thuyền trưởng James Cook vượt qua eo biển Torres thì bản đồ Tây Ban Nha được bổ sung thể hiện thêm bờ biển New Guinea một cách chính xác, mặc dù bản đồ đó lại bỏ qua Úc.

## Hành trình

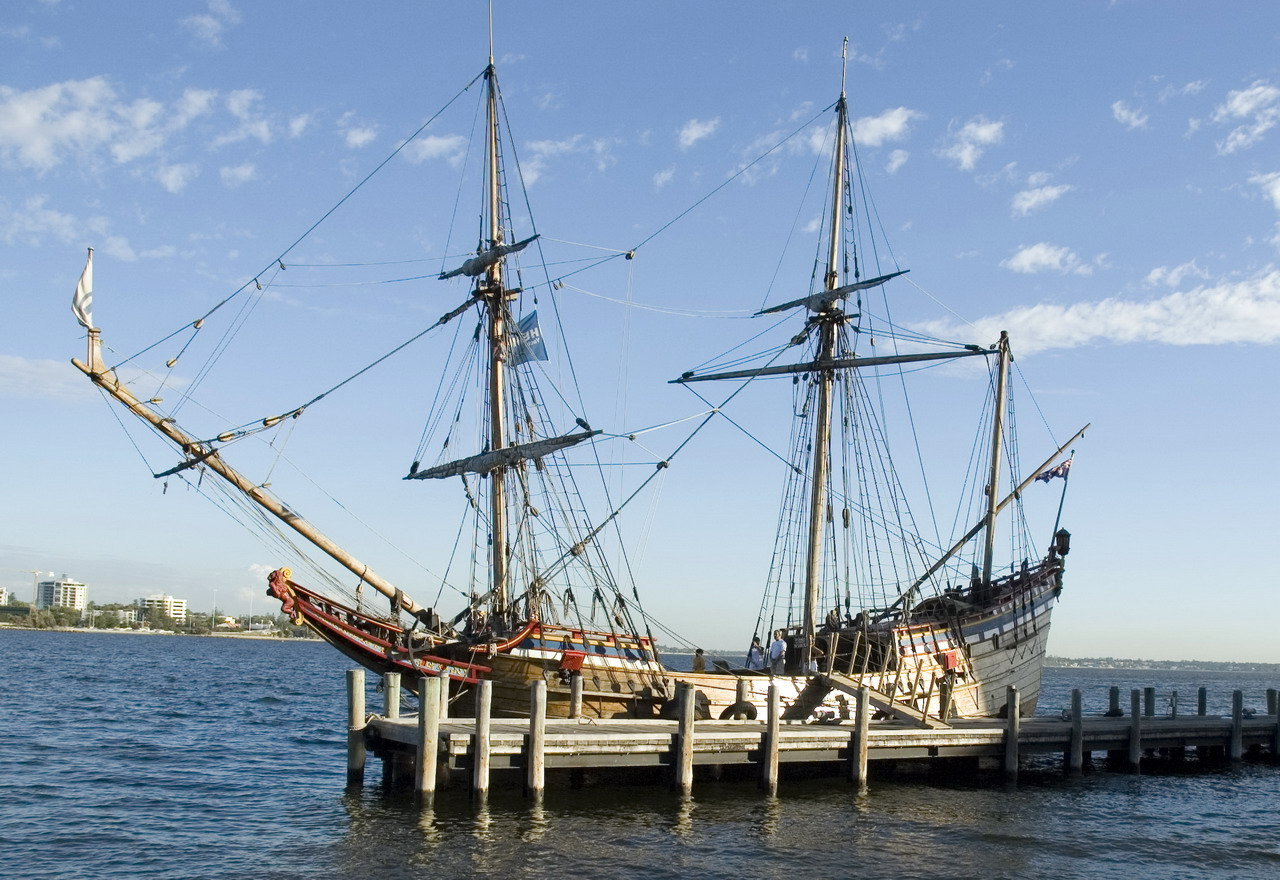
Duyfken trên sông Swan vào năm 2006.

Khi đang làm việc cho công ty Oude compagnies, Janszoon đã đến Đông Ấn Hà Lan vào năm 1598 và sau đó, ông trở thành một công chức của Công ty Đông Ấn Hà Lan (Vereenigde Oost-Indische Compagnie (VOC)) khi công ty được thành lập vào năm 1602. Sau hai chuyến trở về Hà Lan, ông trở lại Đông Ấn lần thứ ba vào năm 1603 với tư cách là thuyền trưởng của thuyền Duyfken. Năm 1605, lúc ông ở Banda thuộc quần đảo Banda, theo nhật ký hải trình của Abel Jansen Tasman được ban hành tại Batavia vào ngày 29 tháng 1 năm 1644, ông được Chủ tịch VOC là Jan Willemsz Verschoor ra lệnh khám phá bờ biển New Guinea. Vào tháng 9 năm 1605, ông đã đi đến Bantam ở phía tây đảo Java. Khi đó, VOC đã thành lập điểm giao dịch đầu tiên vào năm 1603, nhờ đó thuyền Duyfken được trang bị và cung cấp cho chuyến hải trình của họ.
Vào ngày 18 tháng 11 năm 1605, thuyền Duyfken di chuyển từ Bantam đến bờ biển phía tây New Guinea. Mặc dù tất cả các hồ sơ của chuyến đi đã bị mất, chuyến hải trình này của Janszoon đã được báo cáo bởi Thuyền trưởng John Saris. Ông đã ghi lại rằng vào ngày 18 tháng 11 năm 1605 "một thuyền pinnace nhỏ của Hà Lan đã rời khỏi đây để khám phá vùng đất được gọi là New Guinea, theo nhiều người kể, có thể mang lại một khối lượng tài sản lớn".
Không có nhật ký hoặc biểu đồ ban đầu nào về hành trình của Janszoon được định vị, cũng không biết chúng bị mất khi nào và như thế nào. Tuy nhiên, có một bản sao rõ ràng đã được tạo ra vào khoảng năm 1670 từ bản đồ thám hiểm của Janszoon, nó được bán cho Thư viện Quốc gia Áo ở Vienna năm 1737. Có thể suy ra từ bản đồ này rằng Janszoon đã đi thuyền tới đảo Ambon (trụ sở của VOC), Banda, Quần đảo Kai, quần đảo Aru và Điểm Deyong trên bờ biển Papua.
Sau khi khám phá bờ biển của Papua, Duyfken đánh vòng qua Vals Cape và vượt qua phần cuối phía đông của biển Arafura—ngoài khơi eo biển Torres—trong vịnh Carpentaria, và vào ngày 26 tháng 2 năm 1606 họ đã đổ bộ tại một con sông trên bờ phía tây của bán đảo Cape York ở Queensland, gần thị trấn Weipa ngày nay. Janszoon đặt tên cho dòng sông là R. met het Bosch, nhưng ngày nay nó được gọi là sông Pennefather. Đây là lần đổ bộ của người châu Âu đầu tiên được ghi nhận trên lục địa Úc. Ông đã đi qua vịnh Albatross đến vịnh Archer, nơi hợp lưu của Archer và sông Watson, nơi mà ông đặt tên là Dubbelde Rev (trong tiếng Hà Lan có nghĩa là sông đôi) và sau đó đến sông Dugally, nơi mà ông đặt tên là Visch (tiếng Hà Lan nghĩa là cá).

### Quay lại

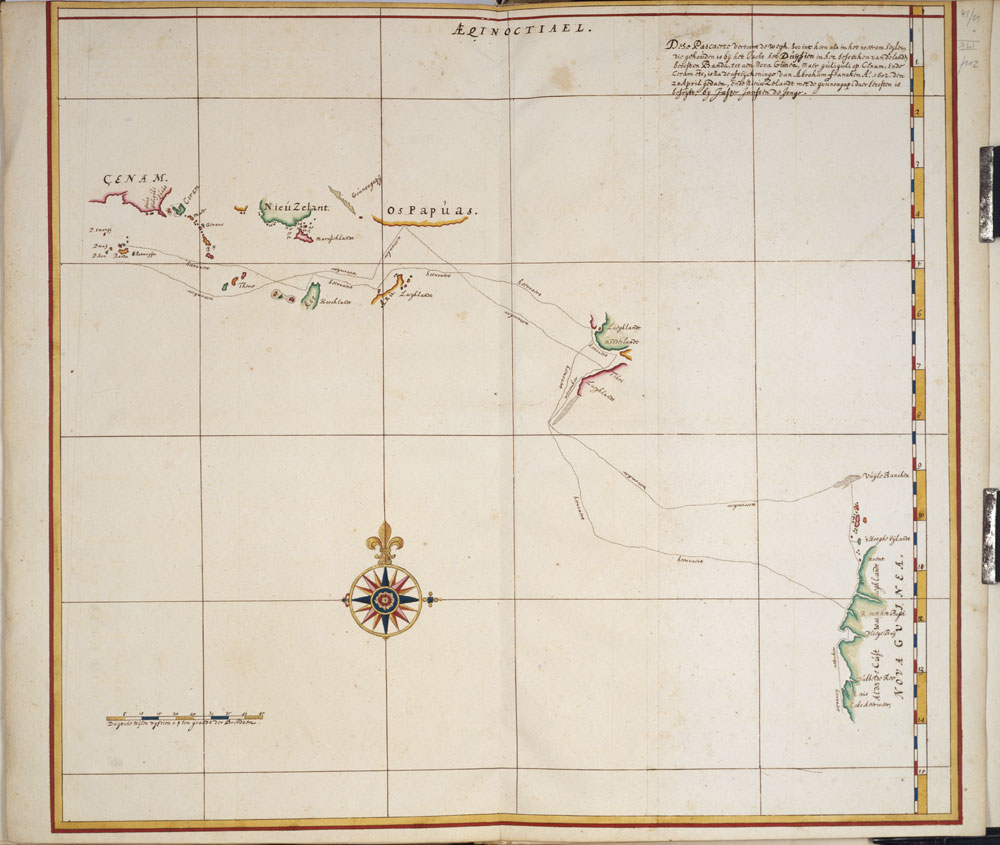
Bản sao năm 1670 từ bản đồ được vẽ trên tàu Duyfken

Theo phần hướng dẫn của VOC cho Tasman (trong cuốn nhật ký hải trình năm 1644), Janszoon phát hiện một bờ biển dài 220 dặm (350 km) từ 5° vĩ nam đến 13+3⁄4° vĩ nam, nhưng nhận thấy rằng "các vùng rộng lớn phần lớn không bị chia cắt, và một số vùng có người man rợ, bọn man rợ đen tàn ác bao vây một số thủy thủ của chúng tôi, do đó không có thông tin nào chính xác liên quan tình hình ở xử sở này và liên quan đến hàng hóa có thể kiếm được và nhu cầu ở đó". Ông tìm thấy vùng đất đầm lầy, không có sinh vật, khiến các nhà thám hiểm cuối cùng phải từ bỏ và quay trở lại Bantam do thiếu "hàng hóa và các nhu yếu phẩm khác". Tuy nhiên, dường như việc một số người của ông bị giết trong các chuyến thám hiểm bờ biển là lý do chính khiến họ phải quay trở lại, ông quay trở lại nơi mà nhóm của ông xung đột lớn nhất với thổ dân, địa điểm ông gọi là Cape Keerweer, tiếng Hà Lan nghĩa là "Mũi quay ngược".
Cape Keerweer nằm trên các vùng đất của thổ dân Wik-Mungkan, bộ lạc hiện nay sống trong nhiều trang trại thổ dân và trong Giáo xứ Thừa sai Aurukun gần đó. Trong cuốn sách Mapoon được viết bởi các thành viên của bộ lạc Wik-Mungkan được Janine Roberts chỉnh sửa, chứa một thông tin về cuộc đổ bộ này được truyền lại trong lịch sử truyền miệng của thổ dân.
Người châu Âu đi thuyền đến từ biển xa đã xây dựng một tòa nhà tại Cape Keerweer. Một đám đông người Keerweer thấy những kẻ đó chèo thuyền và đến nói chuyện với họ. Chúng nói rằng chúng muốn xây lên một thành phố. Vâng, người Keerweer nói rằng điều đó là được phép. Họ cho phép người châu Âu đào giếng nước và dựng lên những túp lều. Lúc đầu họ hạnh phúc ở đó và làm việc cùng nhau. Người châu Âu đã cho họ thuốc lá. Họ mang theo thuốc lá. Người châu Âu đã cho họ bột mì, họ đã ném nó đi. Rồi cho họ xà phòng, và họ ném xà phòng đi. Người Keerweer giữ bush tucker cho riêng họ.

Theo ghi chép này, người Hà Lan đã khiến người dân địa phương giận dữ vì cưỡng bức phụ nữ và bắt đàn ông đi săn bắn cho họ. Cuối cùng, một cuộc chiến nổ ra dẫn đến người dân địa phương giết một số người Hà Lan và đốt một số thuyền của họ. Người Hà Lan được cho là đã bắn chết nhiều người Keerweer trước khi trốn thoát. Sự kiện này là một trong số sự kiện sớm nhất được lưu lại trong các ghi nhận của người địa phương nơi đây. Có tài liệu bằng chứng cho thấy trong chuyến đi này, người Hà Lan đã đổ bộ gần Mapoon và trên Đảo Prince of Wales Island vì bản đồ cho thấy một đường vẽ nét đứt mô tả hành trình đến hòn đảo đó, nhưng không phải ở Cape Keerweer.

### Trở lại Banda
Sau cuộc xung đột được cho là đã xảy ra giữa người Hà Lan và dân bản địa, Janszoon đã quay trở lại tuyến hải trình của mình theo hướng bắc, để đến phía bắc của vịnh Vliege, nơi mà Matthew Flinder gọi là Duyfken Point vào năm 1802. Sau đó, ông tiếp tục đi qua điểm đổ bộ đầu tiên tại sông Pennefather và đến con sông mà ngày nay được gọi là sông Wenlock. Con sông này ban đầu được gọi là sông Batavia, do một lỗi trong biểu đồ được thực hiện bởi đoàn thám hiểm Carstenszoon năm 1623. Theo Carstenszoon, sông Batavia là một con sông lớn, vào năm 1606 họ mô tả, "thủy thủ thuyền Duijfken đã lên thuyền, ngay sau khi một trong số họ bị giết bởi những mũi tên của người bản địa".
Sau đó Janszoon di chuyển qua Skardon, Vrilya Point, đảo Cua, đảo Wallis, đảo Red Wallis đến đảo Hooge Eylandt ("hòn đảo cao", bây giờ được gọi là đảo Muralug hoặc đảo Hoàng tử xứ Wales), trong đó một số đảo họ đã đổ bộ. Đoàn thám hiểm sau đó đã đi qua đảo Badu đến Vuyle Bancken, là vùng biển có các rạn san hô nối dài giữa đảo Mabuiag và New Guinea.
Tiếp sau đó Janszoon hạ lệnh cho thuyền trở lại Banda qua bờ biển phía nam New Guinea. Vào ngày 15 tháng 6 năm 1606 Thuyền trưởng Saris báo cáo sự xuất hiện của
... Nockhoda Tingall, một người Tamil đến từ Banda, trên một thuyền buồm của người Java, chở đầy những cây và hạt nhục đậu khấu để bán cho người Gujaratis; anh ta nói rằng tàu pinace Hà Lan đi khám phá New Guines đã quay trở lại Banda, và đã tìm thấy chiếc tàu đó: nhưng khi đưa người của họ lên bờ để đề nghị giao thương buôn bán, chín người trong số họ đã bị giết bởi những kẻ ngoại đạo, những kẻ ăn thịt người: vì vậy họ bị buộc phải quay trở lại, chẳng tìm thấy gì tốt đẹp để làm ở đó."(Mutch 1942, tr. 19–20, trích dẫn Saris 1625)

Một tài liệu trích dẫn về kết quả của cuộc thám hiểm đã được ghi lại cho thấy kết quả của chuyến đi năm 1615 của Willem Schouten, thay mặt cho Australische Compagnie từ Hà Lan đến Quần đảo Spice qua Cape Horn. VOC mang chỉ thị từ Chính phủ Hà Lan cấm Australische Compagnie hoạt động từ Ceylon đến vị trí 100 dặm (160 km) về phía đông của quần đảo Solomon. Năm 1618, một bản ghi nhớ diễn giải về lệnh này như sau:
... nhận thấy Công ty Đông Ấn đã liên tục đưa ra các mệnh lệnh cho việc khám phá và thám hiểm vùng đất Nova Guinea, và các hòn đảo ở phía đông, từ khi, giống như chỉ thị của chúng tôi, khám phá như vậy từng được thực hiện vào năm 1606 với du thuyền de Duyve của Thuyền trưởng Willem Jansz và thuyền hàng hóa phụ trợ Jan Lodewijs van Rosinghijn, người đã thực hiện những khám phá lặt vặt trên bờ biển Nova Guinea, như được nêu trong nhật ký hải trình của họ.

## Eo biển Torres
Willem Janszoon trở về Hà Lan với niềm tin mãnh liệt rằng bờ biển phía nam New Guinea nối với vùng đất mà ông đã đi thuyền đến, mặc dù biểu đồ của ông không xác minh được tuyên bố của ông về việc đã tiếp tục đi dọc theo bờ biển nơi eo biển Torres được tìm thấy.

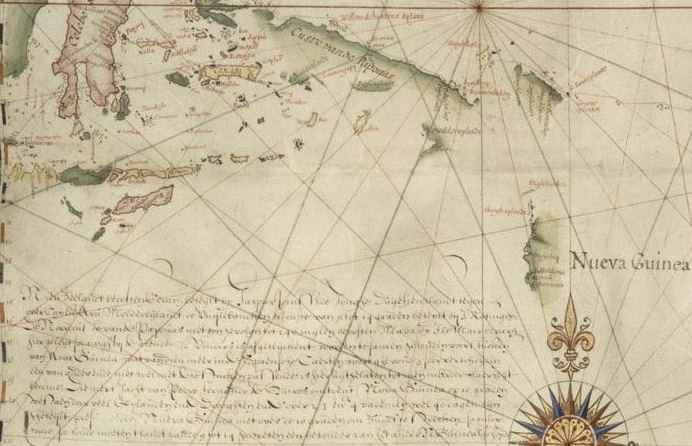
Gerritsz, Nueva Guinea, 1622, cho thấy rõ những khám phá của Janszoon: Một phần của bản đồ Thái Bình Dương năm 1622 của Hessel Gerritsz.

Năm 1622, trước cuộc thám hiểm Vịnh Carpentaria năm 1623 của Jan Carstenszoon, Hessel Gerritsz đã xuất bản một bản đồ, bao gồm đường bờ biển thuộc một phần bờ biển phía tây của Cape York. Mặc dù bản đồ cho thấy bờ biển này là một phần mở rộng của New Guinea, nó chứa một ghi chú đề cập đến các bản đồ Tây Ban Nha khác với cách hiểu của người Hà Lan về khu vực này. Nó lưu ý rằng mặc dù các bản đồ Tây Ban Nha không nhất quán với nhau, nhưng theo họ, nếu được xác nhận sẽ ngụ ý rằng New Guinea không mở rộng vượt qua vĩ độ 10 về phía nam, "thì vùng đất từ vĩ độ 9 đến vĩ độ 14 phải tách biệt và khác biệt với New Guinea". Các bản đồ Tây Ban Nha đều thể hiện hành trình của Luis Váez de Torres, chuyến đi xuyên qua eo biển mang tên ông mà ông đã hoàn thành vào đầu tháng 10 năm 1606, mặc dù người Hà Lan không biết gì về nó.
Cả Carstenszoon năm 1623 và Tasman năm 1644 đều được chỉ thị cố gắng tìm lối đi trong khu vực eo biển Torres, nhưng không ai thành công. Sau những chuyến thám hiểm này, người Hà Lan tiếp tục tự hỏi liệu có một đoạn:
Drooge (vịnh cạn), nơi Nova-Guinea được cho là bị cắt đứt khỏi phần còn lại của Southland bằng một lối đi vào biển Đại Nam (great South-Sea), mặc dù người của chúng ta không thể đi qua nó do mực nước nông, thế nên vẫn không chắc chắn được liệu eo biển này có mở rộng ở phía bên kia hay không.— G. E. Rumphius, một công chức của VOC, thời điểm sau năm 1685.

Tuy nhiên, theo một số bản đồ Hà Lan khác, ngoại trừ bản đồ năm 1622 của Gerritszoon vẫn thể hiện Cape York và New Guinea tiếp giáp nhau, cho đến khi James Cook, người biết về chuyến đi của Torres qua Alexander Dalrymple, ông đã đi thuyền qua eo biển trong chuyến đi đầu tiên của ông vào 1770.

## Tọa độ địa lý
1. ↑  12°13′N 141°44′Đ / 12,217°N 141,733°Đ
2. ↑  13°16′N 141°39′Đ / 13,267°N 141,65°Đ
3. ↑  13°55′N 141°28′Đ / 13,917°N 141,467°Đ
4. ↑  11°46′N 142°00′Đ / 11,767°N 142°Đ
5. ↑  11°14′N 142°07′Đ / 11,233°N 142,117°Đ
6. ↑  10°58′N 142°06′Đ / 10,967°N 142,1°Đ
7. ↑  10°51′N 142°01′Đ / 10,85°N 142,017°Đ
8. ↑  10°52′N 142°02′Đ / 10,867°N 142,033°Đ
9. ↑  10°41′N 142°11′Đ / 10,683°N 142,183°Đ
10. ↑  10°07′N 142°09′Đ / 10,117°N 142,15°Đ
11. ↑  09°57′N 142°10′Đ / 9,95°N 142,167°Đ